# Etheostoma nianguae
Etheostoma nianguae és una espècie de peix de la família dels pèrcids i de l'ordre dels perciformes.

## Descripció
- Pot assolir els 13 cm de llargària màxima,[2] tot i que la seua mida normal és de 7,3.[3]
- La seua longevitat és de 4 anys.[3]

## Reproducció
Els ous són enterrats en el substrat.

## Hàbitat
És d'aigua dolça, bentopelàgic i de clima subtropical (39°N-37°N). Els adults acostumen a viure en gorgs de fons rocallós, rierols i rius petits o mitjans.

## Distribució geogràfica
Es troba a Nord-amèrica: conca del riu Osage (conca del riu Missouri al sud de Missouri, els Estats Units).